# Десять копеек

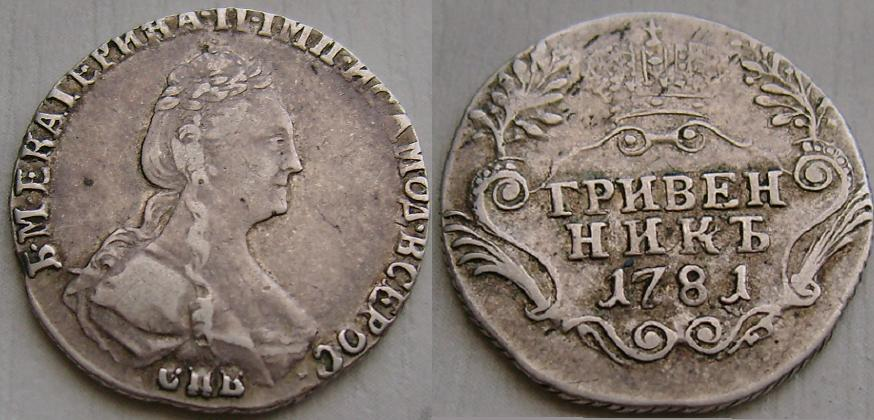
Царский гривенник 1781 г.

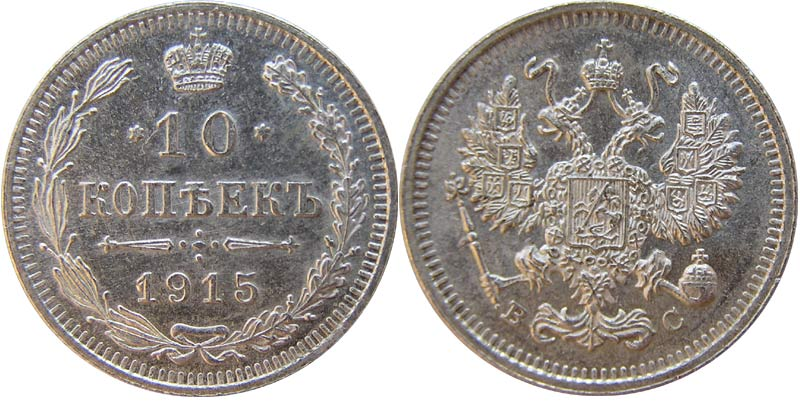
Серебряные 10 копеек 1915 года (Николай II)

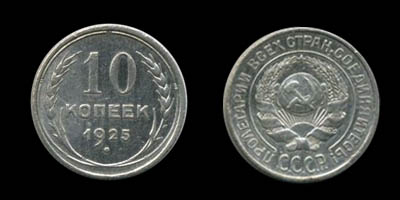
Серебряные 10 копеек, СССР 1925 год

Десять копеек, десятикопеечник, гри́венник (устар. гривенный, гривошник) — монета достоинством в десять копеек.
Происхождение слова гривенник — производное от древнерусской денежной единицы «гри́вна».

## История
Первые десятикопеечники были выпущены при царе Василии Шуйском в 1606 или 1608 году. Они чеканились из золота штемпелями, использовавшимися для чеканки серебряной копейки. Чеканка золотых копеек, приравненных к 10 серебряным, была начата из-за недостатка серебра.
Серебряные гривенники начали чеканить в Москве в 1701 году. На Санкт-Петербургском монетном дворе гривенники с добавлением мышьяка начали бить в 1726 году. Они были первоначально 48-й, а затем 42-й пробы (лигатура с содержанием мышьяка, так называемые меньшиковские гривны), массой около 581⁄5 доли. Подобные же гривенники выпущены и в следующем году. Затем гривенники появляются в 1731 году, 77-й пробы, но той же массы. В 1741 году проба монеты была понижена до 72-й (не чеканились в 1736—1738 годах). С 28 марта 1746 года проба их изменена на 77-ю при массе 55 долей. С 1758 по 1763 год монета не чеканилась. Высочайшим указом 18 декабря 1763 года велено чеканить гривенник 72-й пробы (массой 54 доли). Такая монета чеканилась на Санкт-Петербургском монетном дворе с 1764 по 1796 год и на Московском в 1764—1771, 1774 и 1775 годах.
Император Павел 28 января 1797 года повелел чеканить гривенник 83⅓ пробы, массой 65½ долей; но в октябре того же года масса их уменьшена до 48 долей. Подобные гривенники чеканились в 1797—1799, 1801—1805 и 1808—1810 годах. С 1810 года проба введена 72-я при массе 54 доли. С этого времени гривенники чеканятся ежегодно. Проба их менялась: так, в 1813 году она введена 83⅓, в 1860 — 72-я и наконец с 1867 года 48-я (проба 48 золотников соответствует 500-й в метрической системе). Средним числом в последнее время выпускается в год гривенников на 236500 рублей. В 1845, 1854 и 1855 годах чеканились на Варшавском монетном дворе польско-русские гривенники (20 грошей), тех же массы и пробы, что и Санкт-Петербургским. В 1764 году чеканились пробные сибирские гривенники 72-й пробы, массой 54 доли, двух типов лицевой стороны:
- с портретом;
- с вензелем императрицы (русские монеты).

Медные гривенники чеканились в первый раз для пробы в 1726 году, массой 9 золотников 573⁄5 доли. В это же царствование отчеканены и квадратные гривенники массой 38 золотников 382⁄5 доли (медные платы). Затем медные гривенники массой 24 золотника отчеканены в 1796 году (императрицей Екатериной); переделаны в следующих годах в пятаки. С 1830 по 1839 год чеканились и ассигнационные гривенники массой 10 золотников 64 доли. Они отчеканены в Санкт-Петербурге в 1830 году, в Екатеринбурге в 1830—1839 годах и в Сузуне с 1831 по 1839 год. С 1763 по 1781 год чеканились на Сузунском монетном дворе сибирские гривенники (сибирская монета) массой 15 золотников 3414⁄25 доли (по 25 рублей в пуде). В 1871 году отчеканены в Брюсселе начальником тамошнего монетного двора Алларом гривенники из никеля, присланные в Санкт-Петербург как образец предлагаемой Алларом никелевой монеты. На лицевой стороне у них помещено изображение императора Александра I.
В послереволюционной России и в СССР 10-копеечную монету чеканили из серебра 500-й пробы в 1921—1931 годах, из никелевого сплава в 1931—1957 годах и из медно-никелевого сплава в 1961—1991 годах. В 1991 году были выпущены 10 копеек из стали, покрытой бронзой. В 1997—2006 годах в РФ монета выпускалась из латуни, а с 2006 года из стали, плакированной сплавом томпак.

## Галерея

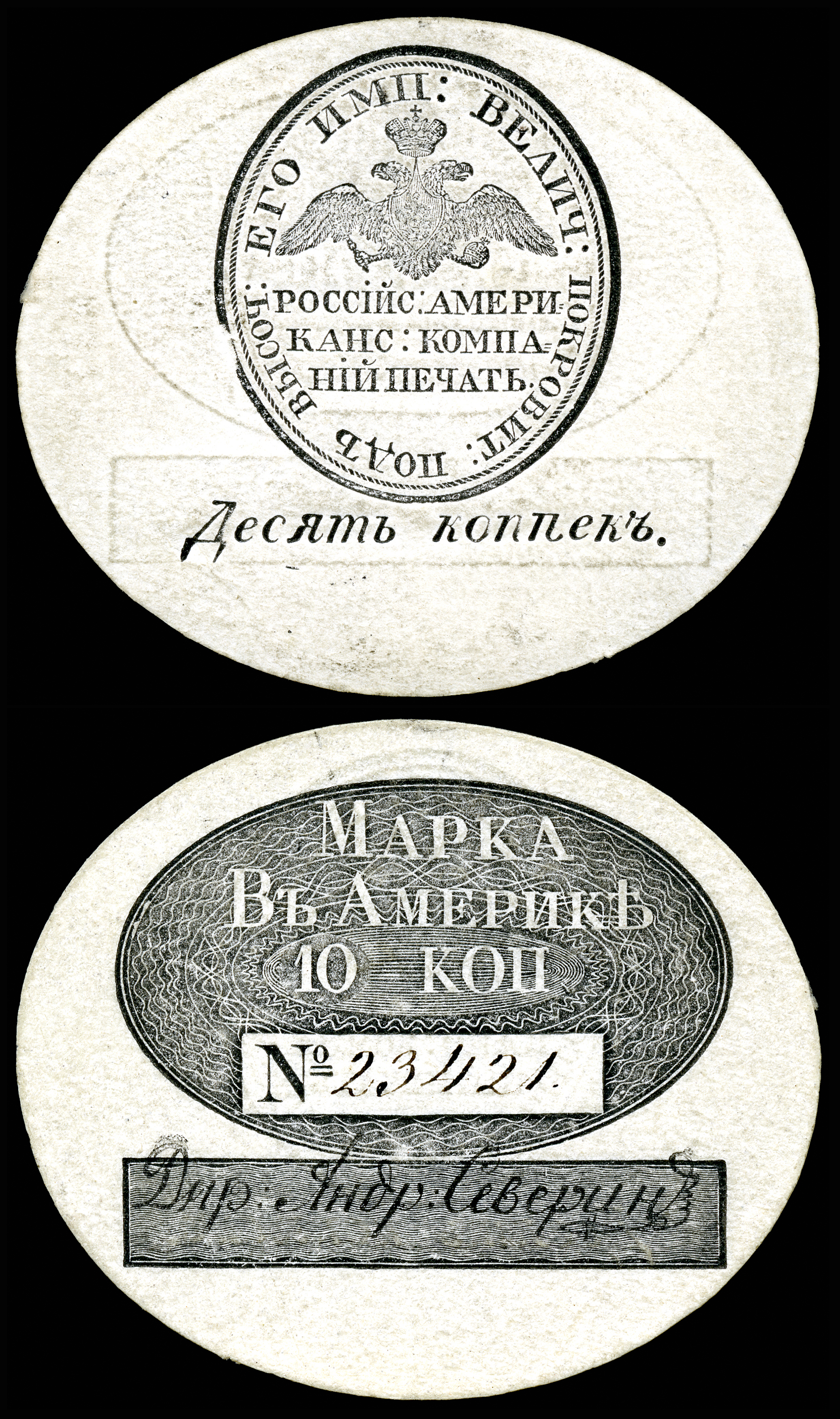
10 копеек Российско-Американской компании
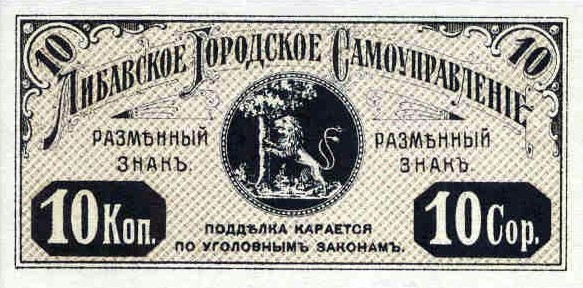
Разменный знак 10 копеек города Либава. 1915
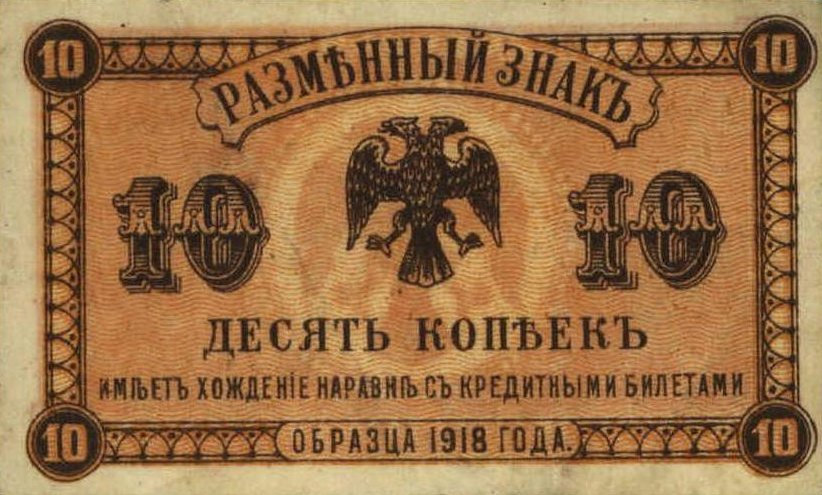
Разменный знак 10 копеек 1918. Аверс
Разменный знак 10 копеек. Латвия, 1920
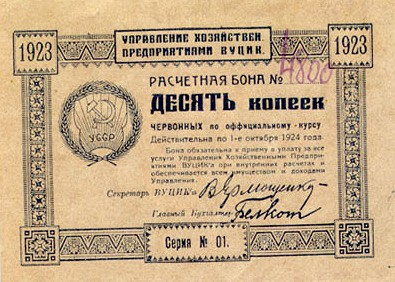
Бона 10 копеек золотом 1923, аверс
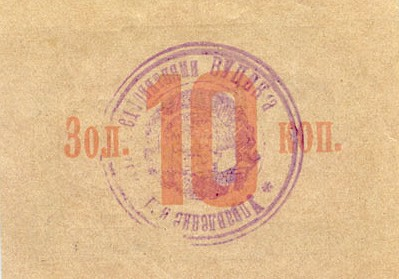
Бона ВУЦИКа 10 копеек золотом 1923, реверс
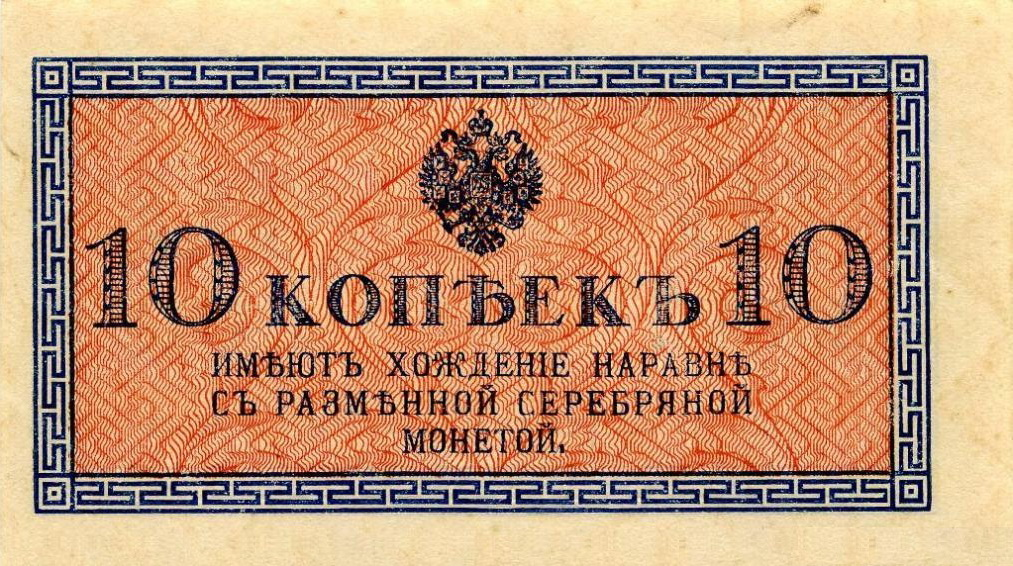
Денежный знак 10 копеек Николая II 1915 (аверс)
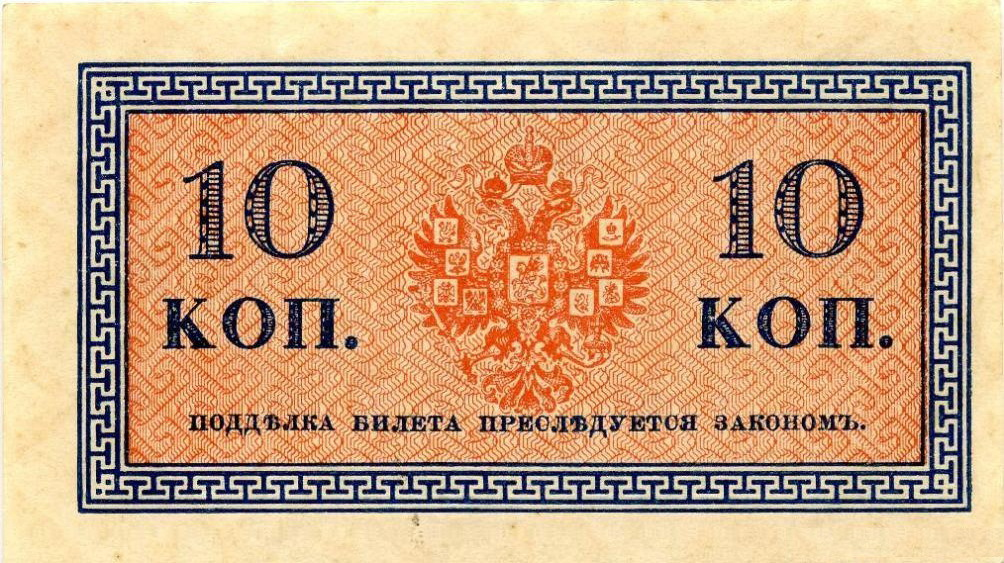
Денежный знак 10 копеек Николая II 1915 (реверс)
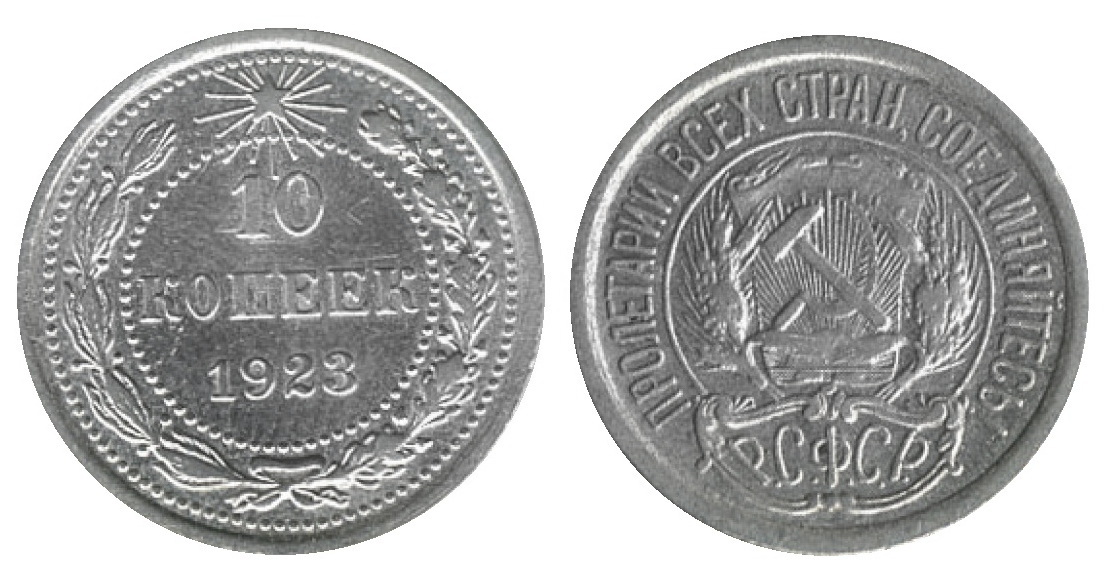
10 копеек образца 1921
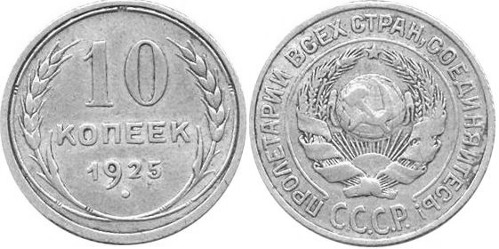
10 копеек образца 1924
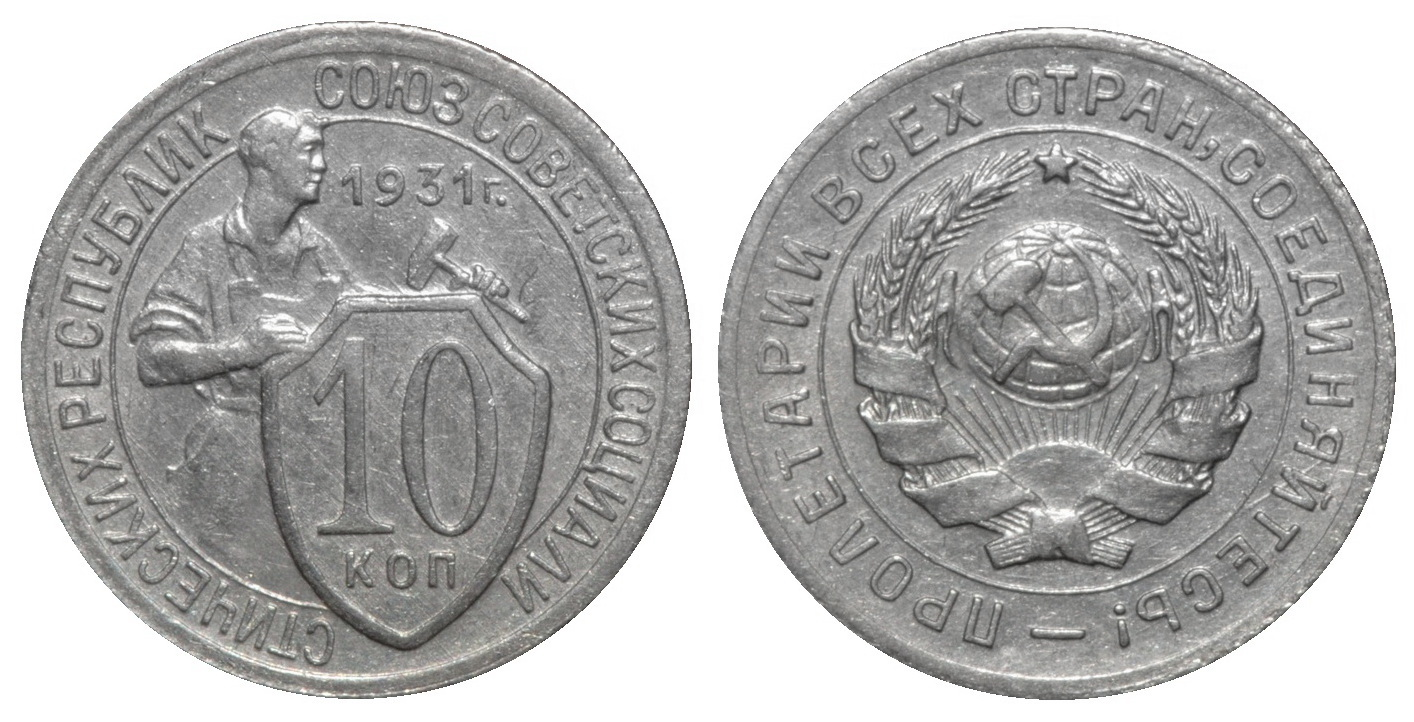
10 копеек образца 1931
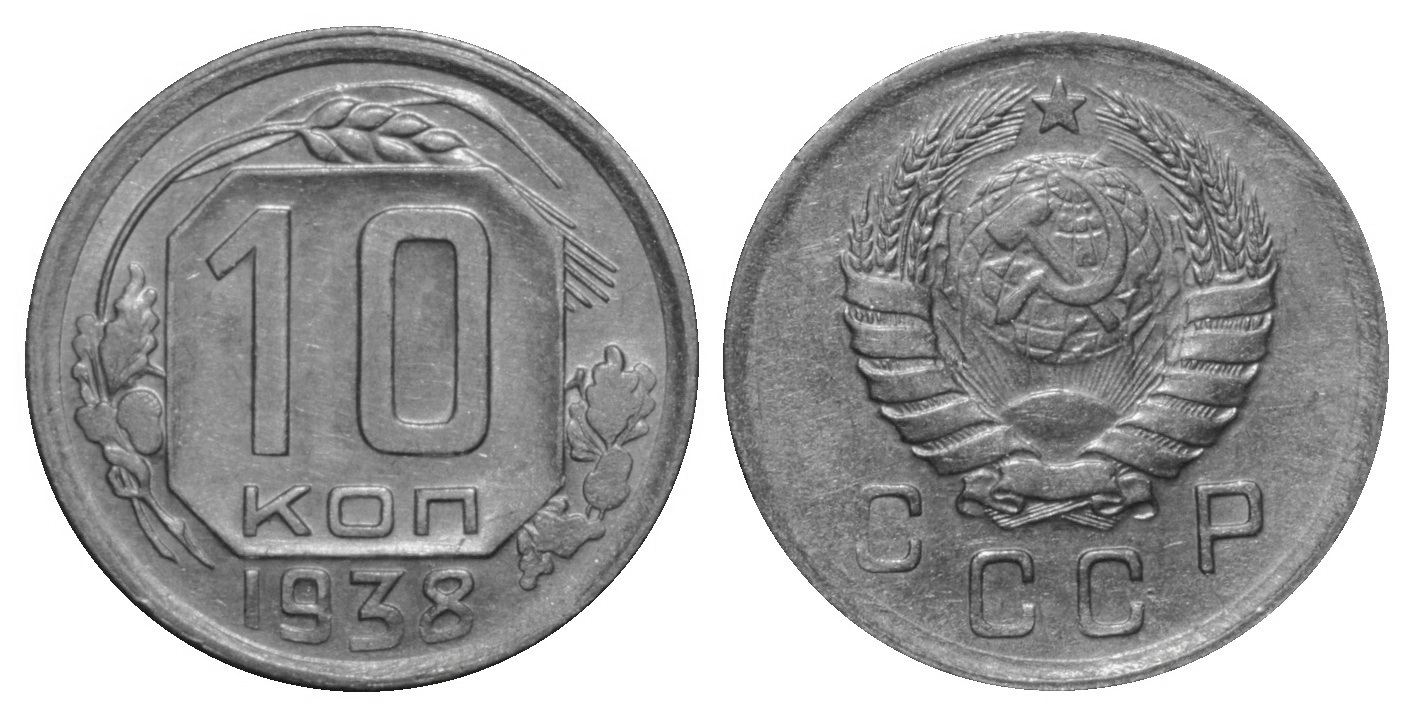
10 копеек образца 1937
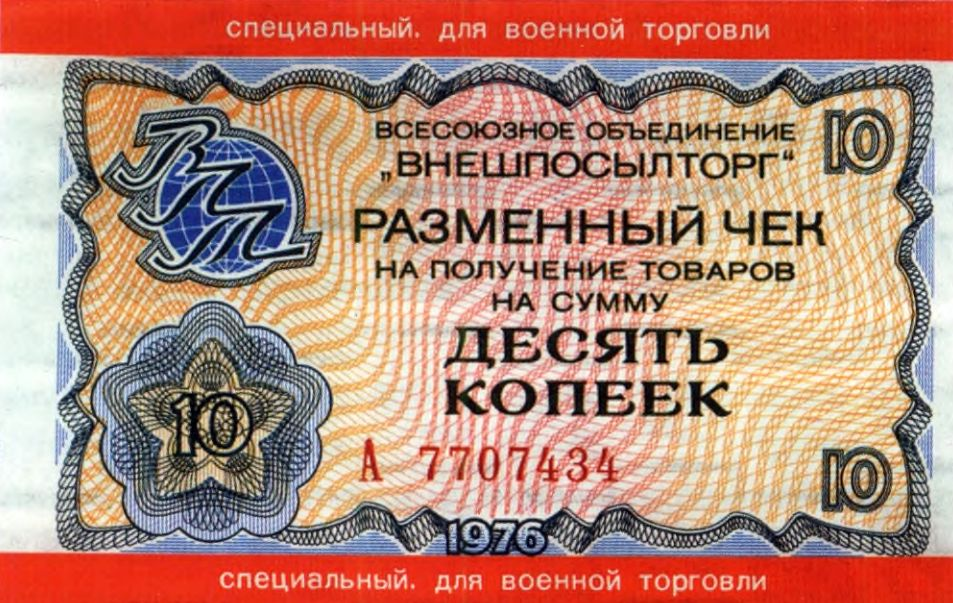
Чек Внешпосылторга на 10 копеек для военной торговли. 1976 год
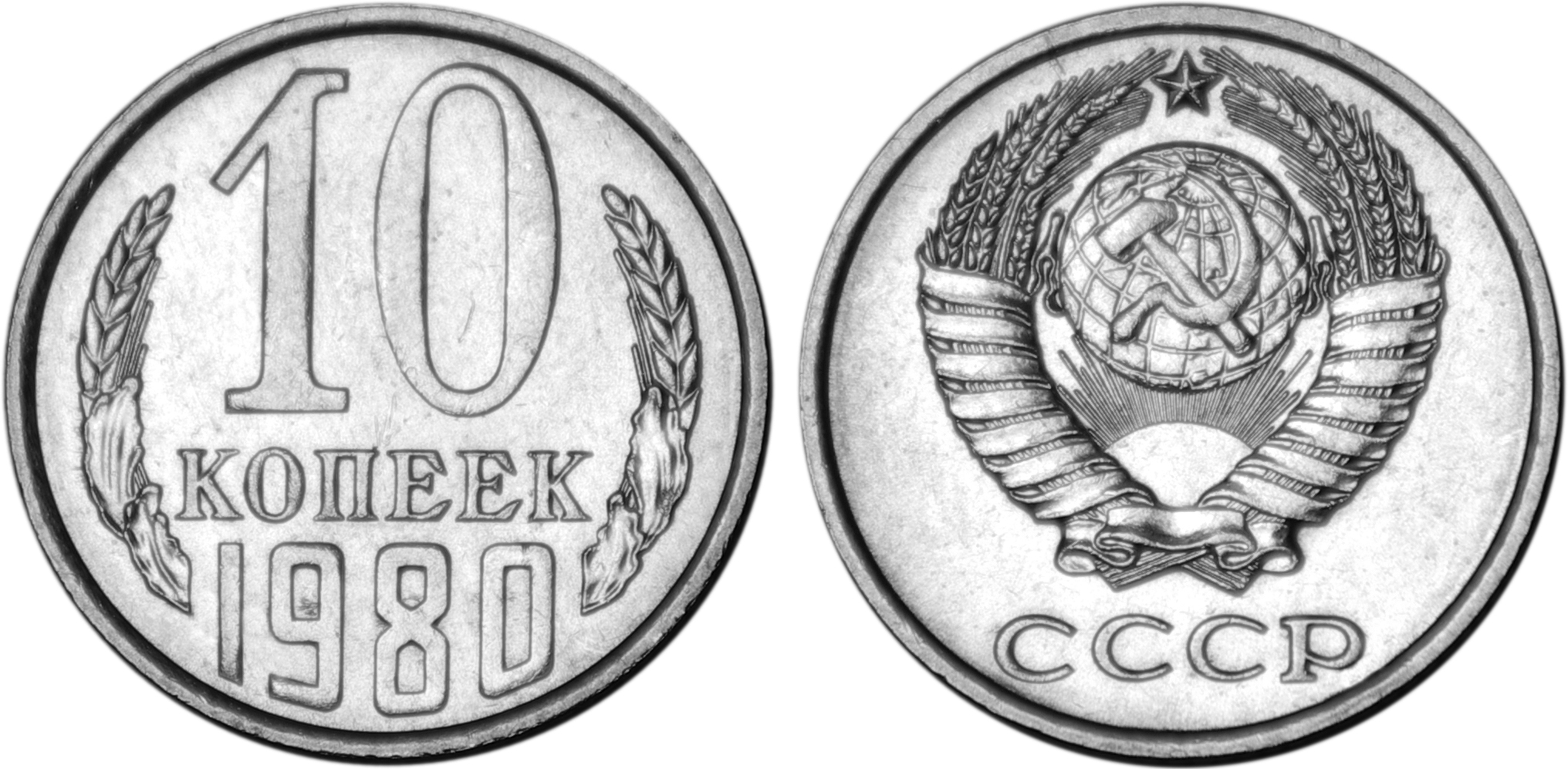
10 копеек образца 1961
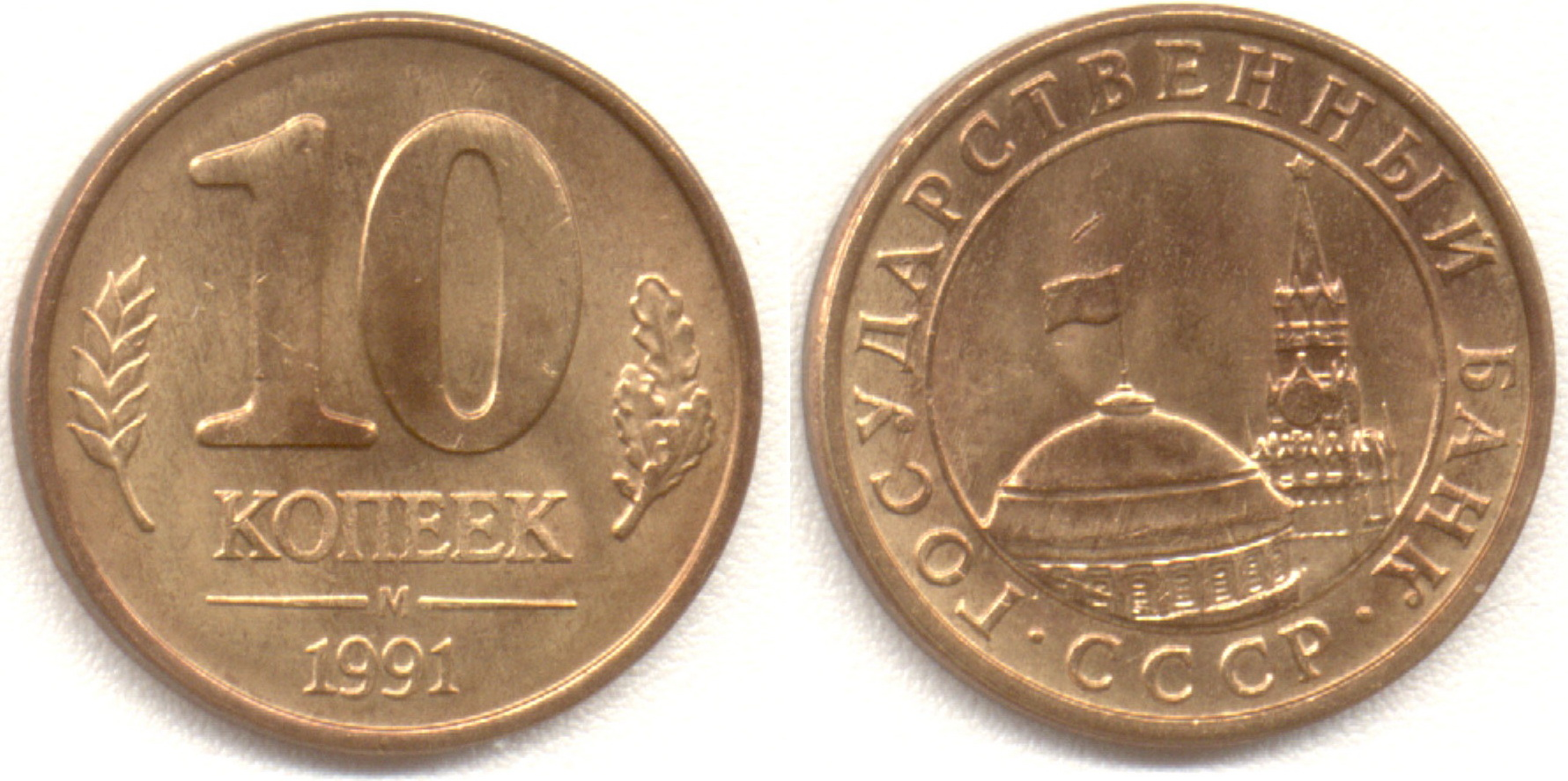
10 копеек образца 1991
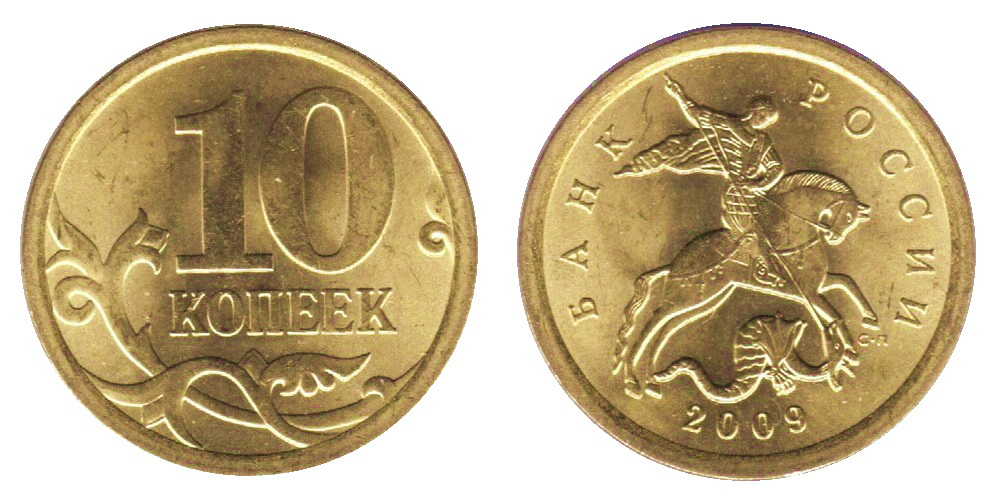
10 копеек образца 1997
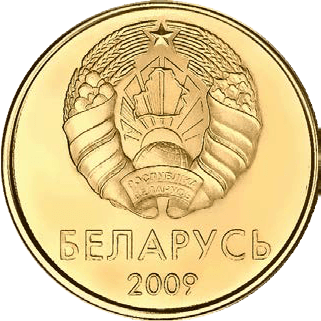
10 копеек образца 2009 (аверс)
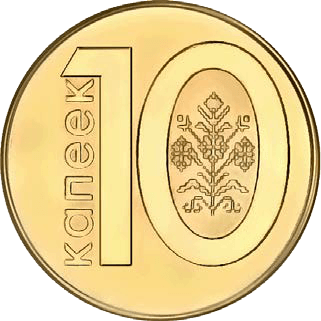
10 копеек образца 2009 (реверс)